# Te prometo anarquía
Te prometo anarquía es una película de producción México-alemana de 2015 que narra la relación entre dos jóvenes pertenecientes a la tribu urbana de los skaters o patinetos de la Ciudad de México, explorando una profunda relación amistosa desde la infancia, al mismo tiempo que entablan negocios con las mafias del mercado negro. Fue estrenada el 26 de agosto de 2016.

## Sinopsis
La película comienza con una historia de amor entre dos jóvenes y termina abordando el tema del tráfico ilegal de sangre en México, se trata de una historia de crimen y fuerte crítica social.

## Reparto
- Diego Calva Hernández como Miguel.
- Eduardo Eliseo Martínez como Johnny.
- Shvasti Calderón como Adri.
- Oscar Mario Botello como David.
- Gabriel Casanova como Gabriel.
- Sarah Minter como mamá de Miguel.
- Martha Claudia Moreno como mamá de Johnny.
- Diego Escamilla Corona como Techno.
- Milkman como David.
- Erwin Jonathan Mora Alvarado como Príncipe Azteca.

## Premios y nominaciones
| Premio                                               | Categoría                    | Nominación              | Resultado |
| ---------------------------------------------------- | ---------------------------- | ----------------------- | --------- |
| Festival Internacional de Cine de Panamá 2015        | Primera Mirada               | Te Prometo Anarquía     | Ganador   |
| Festival Internacional de Cine de Locarno 2015       | Leopardo Dorado              | Te Prometo Anarquía     | Nominado  |
| Festival Internacional de Cine de San Sebastián 2015 | Premio Horizonte             | Te Prometo Anarquía     | Nominado  |
| Festival Internacional de Cine de Morelia 2015       | Premio Guerrero de la Prensa | Te Prometo Anarquía     | Ganador   |
| Festival Internacional de Cine de Morelia 2015       | Mención especial             | Te Prometo Anarquía     | Ganador   |
| Festival do Rio 2015                                 | Premio de la Crítica         | Te Prometo Anarquía     | Ganador   |
| Festival de Cine de La Habana                        | Mejor actor principal        | Diego Calva Hernández   | Ganador   |
| Festival de Cine de La Habana                        | Mejor actor principal        | Eduardo Eliseo Martínez | Ganador   |
| Festival de Cine de La Habana                        | Mejor guion                  | Julio Hernández Cordón  | Ganador   |
| 58 entrega de los Premios Ariel                      | Mejor Director               | Julio Hernández Cordón  | Ganador   |
| 58 entrega de los Premios Ariel                      | Mejor fotografía             | María José Secco        | Nominado  |